# Adriano Gozzini
Adriano Gozzini (Firenze, 13 aprile 1917 – Pisa, 24 settembre 1994) è stato un fisico italiano, per due volte candidato al premio Nobel per la fisica (negli anni 1963 e 1965).

## Biografia e carriera
Si laureò in Fisica nel 1940 all'Università di Pisa, quale allievo della Scuola Normale Superiore, con Luigi Puccianti, di cui, alla fine della guerra, divenne assistente all'Istituto di Fisica dell'Università di Pisa, dando così inizio alla propria carriera accademica.
La sua attività di ricerca prese le mosse in fisica sperimentale, con la creazione del primo laboratorio di spettroscopia a microonde a Pisa.
Le sue ricerche assunsero ben presto rilevanza internazionale, destando gli interessi di illustri fisici stranieri, fra i quali Charles Hard Townes, Nicolaas Bloembergen e, soprattutto, Alfred Kastler di Parigi.
Quest'ultimo, infatti, si interessò ai risultati di Gozzini, conseguiti nel 1951, sull'effetto Faraday in sostanze paramagnetiche nella regione delle microonde, che lo stesso Kastler aveva predetto. Kastler suggerì quindi di studiare anche l'effetto
trasversale (detto effetto Cotton-Mouton) predetto ancora una volta da lui e poi rilevato da Gozzini qualche tempo dopo.
Altre successive ricerche di Gozzini riguardano l'uso di microonde polarizzate circolarmente nella risonanza paramagnetica elettronica.
Grazie a queste innovative ricerche, nel 1959, conseguì l'ordinariato in fisica sperimentale presso l'Università di Pisa.
Nel 1970, sempre a Pisa, fondò, internamente all'università, il Laboratorio per lo Studio delle Proprietà Fisiche di Biomolecole e Cellule, poi Istituto di Biofisica, mentre nel 1971 diede vita, presso il CNR di Pisa, al Laboratorio di Fisica Atomica e Molecolare, poi Istituto per i Processi Chimico-Fisici.
Nel 1985, passò alla Scuola Normale Superiore sempre come ordinario di fisica sperimentale, istituendovi il primo Laboratorio Sperimentale di Fisica Atomica.
Nel complesso, la sua pionieristica attività di ricerca sperimentale, che gli procurò numerosi riconoscimenti nazionali ed internazionali, riguardò soprattutto la fisica delle basse energie, la fisica atomica, la fisica molecolare e la spettroscopia, mentre, come docente, si adoperò per creare, riuscendovi, una rinomata scuola pisana di fisica sperimentale.

## Riconoscimenti
- Nel 1971 è stato insignito del Premio Feltrinelli per la Fisica, Chimica e Applicazioni, dall'Accademia Nazionale dei Lincei.[5]
- A Pisa una via, nel quartiere Ospedaletto, è intitolata ad Adriano Gozzini.